# Pindimar
Pindimar är en ort i Australien. Den ligger i kommunen Great Lakes och delstaten New South Wales, i den sydöstra delen av landet, omkring 150 kilometer nordost om delstatshuvudstaden Sydney. Orten hade 345 invånare år 2021.
Närmaste större samhälle är Port Stephens, nära Pindimar. Genomsnittlig årsnederbörd är 1 560 millimeter.